# Флаг Калуги
Флаг городского округа «Город Калу́га» Калужской области Российской Федерации.

## Описание
«Флаг муниципального образования „город Калуга“ представляет собой полотнище с соотношением ширины к длине 2:3, разделённое на три полосы — голубую с изображением исторической короны соответствующая гербу города; белую волнистую и голубую без изображений; вдоль древка — красная полоса в 1/3 флага с изображением спутника, развёрнутого к древку, в верхней части (крыже флага). Соотношение ширины полос (в случае с голубыми полосами указываемое по наибольшей ширине):3:2:3».

## Обоснование символики
За основу флага взят современный герб муниципального образования «город Калуга» составленный на основе исторического герба города Калуги, утверждённого 10 (21) марта 1777 года, подлинное описание которого гласит:

«На голубом поле, горизонтально извилистый серебряный переклад, означающий реку Оку, протекающую возле сего города, и в верхней части щита Императорская корона, в знак знаменитости, которую он через нынешнее учреждение в нём губернии от Монаршей милости получил».

Учитывая то, что Калуга является колыбелью космонавтики: здесь жил и творил великий советский учёный — Константин Эдуардович Циолковский, все наши космонавты — почётные граждане города Калуги, в городе имеется уникальный государственный музей космонавтики к историческому гербу города Калуги добавлена девизная лента с девизом «КОЛЫБЕЛЬ КОСМОНАВТИКИ», со стилизованным изображением первого искусственного спутника Земли. На флаге девизная лента вошла красной полосой, символизирующей мужественность и самоотверженность исследователей космоса.
Тем самым на флаге муниципального образования «город Калуга» отражена история Калуги, проходящая через века до наших дней.